# Farma fotowoltaiczna w Wierzchosławicach
Farma fotowoltaiczna w Wierzchosławicach – pierwsza w Polsce naziemna farma fotowoltaiczna o mocy 1 MW zlokalizowana na terenie gminy Wierzchosławice pod Tarnowem, należąca do spółki Energia Wierzchosławice Sp. z o.o.. Budowa farmy rozpoczęła się 15 lipca 2011 roku, zakończyła 30 września 2011 roku. 2 października odbyło się uroczyste otwarcie z udziałem wicepremiera i ministra gospodarki Waldemara Pawlaka. Celem projektu była poprawa efektywności energetycznej poprzez wprowadzenie systemów energii odnawialnej. Farma mogła powstać dzięki środkom unijnym z Małopolskiego Regionalnego Programu Operacyjnego. Projekt uzyskał dofinansowanie w wysokości 50% kosztów kwalifikowanych.
Energia produkowana w farmie jest sprzedawana bezpośrednio do sieci energetycznej. Farma składa się z 4445 paneli słonecznych (każdy o mocy 225 W), na działce o powierzchni 2 ha. Poszczególne panele zamontowane są na konstrukcji stalowej wbijanej kafarem do ziemi. Elektrownia działa na zasadzie konwersji energii promieniowania słonecznego na energię elektryczną. Energia spływa z paneli do przetwornic, które zamieniają prąd stały na prąd zmienny, a następnie przez transformator przesyłany jest do sieci energetycznej.
Zgodnie z informacjami z 2015 roku spółka zarządzająca farmą każdego roku notuje straty. W związku z podejrzeniem oszustw finansowych śledztwo w jej sprawie prowadzi CBA. W roku 2017 dług farmy sięgnął ponad 3 mln pln.